# Thème (échecs)
Pour les articles homonymes, voir Thème.
Le thème d'un problème d'échecs est le motif ou l'idée essentielle qui a inspiré ou qu'a voulu mettre en avant le problémiste. Connaître les thèmes des problèmes permet de  les apprécier à leur juste valeur.

## Notion de thème de problème
On dit que le thème caractérise le problème.  La notion de thème est apparue avec le problème indien. L'école bohémienne a recherché la pluralité des variantes, sans forcément donner la priorité à mettre en avant un thème autre que la recherche de tableaux de mats.

## Exemple de thème échiquéen
Dans le Thème Novotny, les Blancs sacrifient une de leurs pièces, ce qui donne aux Noirs le choix entre deux captures par des pièces à marches différentes (et peut-être aussi d'autres coups, comme dans le problème ci-dessous). Quelle que soit la pièce noire qui prendra, elle interceptera alors l'action de l'autre pièce.  
Le problème éponyme est le suivant :
|   | a | b | c | d | e | f | g | h |   |
| 8 | Cavalier noir sur case noire b8 · Tour noire sur case noire h8 · Fou noir sur case blanche g6 · Tour blanche sur case noire c5 · Fou blanc sur case noire b4 · Roi noir sur case noire d4 · Tour blanche sur case noire b2 · Roi blanc sur case noire d2 · Cavalier blanc sur case noire f2 · Cavalier blanc sur case blanche f1 | Cavalier noir sur case noire b8 · Tour noire sur case noire h8 · Fou noir sur case blanche g6 · Tour blanche sur case noire c5 · Fou blanc sur case noire b4 · Roi noir sur case noire d4 · Tour blanche sur case noire b2 · Roi blanc sur case noire d2 · Cavalier blanc sur case noire f2 · Cavalier blanc sur case blanche f1 | Cavalier noir sur case noire b8 · Tour noire sur case noire h8 · Fou noir sur case blanche g6 · Tour blanche sur case noire c5 · Fou blanc sur case noire b4 · Roi noir sur case noire d4 · Tour blanche sur case noire b2 · Roi blanc sur case noire d2 · Cavalier blanc sur case noire f2 · Cavalier blanc sur case blanche f1 | Cavalier noir sur case noire b8 · Tour noire sur case noire h8 · Fou noir sur case blanche g6 · Tour blanche sur case noire c5 · Fou blanc sur case noire b4 · Roi noir sur case noire d4 · Tour blanche sur case noire b2 · Roi blanc sur case noire d2 · Cavalier blanc sur case noire f2 · Cavalier blanc sur case blanche f1 | Cavalier noir sur case noire b8 · Tour noire sur case noire h8 · Fou noir sur case blanche g6 · Tour blanche sur case noire c5 · Fou blanc sur case noire b4 · Roi noir sur case noire d4 · Tour blanche sur case noire b2 · Roi blanc sur case noire d2 · Cavalier blanc sur case noire f2 · Cavalier blanc sur case blanche f1 | Cavalier noir sur case noire b8 · Tour noire sur case noire h8 · Fou noir sur case blanche g6 · Tour blanche sur case noire c5 · Fou blanc sur case noire b4 · Roi noir sur case noire d4 · Tour blanche sur case noire b2 · Roi blanc sur case noire d2 · Cavalier blanc sur case noire f2 · Cavalier blanc sur case blanche f1 | Cavalier noir sur case noire b8 · Tour noire sur case noire h8 · Fou noir sur case blanche g6 · Tour blanche sur case noire c5 · Fou blanc sur case noire b4 · Roi noir sur case noire d4 · Tour blanche sur case noire b2 · Roi blanc sur case noire d2 · Cavalier blanc sur case noire f2 · Cavalier blanc sur case blanche f1 | Cavalier noir sur case noire b8 · Tour noire sur case noire h8 · Fou noir sur case blanche g6 · Tour blanche sur case noire c5 · Fou blanc sur case noire b4 · Roi noir sur case noire d4 · Tour blanche sur case noire b2 · Roi blanc sur case noire d2 · Cavalier blanc sur case noire f2 · Cavalier blanc sur case blanche f1 | 8 |
| 7 | Cavalier noir sur case noire b8 · Tour noire sur case noire h8 · Fou noir sur case blanche g6 · Tour blanche sur case noire c5 · Fou blanc sur case noire b4 · Roi noir sur case noire d4 · Tour blanche sur case noire b2 · Roi blanc sur case noire d2 · Cavalier blanc sur case noire f2 · Cavalier blanc sur case blanche f1 | Cavalier noir sur case noire b8 · Tour noire sur case noire h8 · Fou noir sur case blanche g6 · Tour blanche sur case noire c5 · Fou blanc sur case noire b4 · Roi noir sur case noire d4 · Tour blanche sur case noire b2 · Roi blanc sur case noire d2 · Cavalier blanc sur case noire f2 · Cavalier blanc sur case blanche f1 | Cavalier noir sur case noire b8 · Tour noire sur case noire h8 · Fou noir sur case blanche g6 · Tour blanche sur case noire c5 · Fou blanc sur case noire b4 · Roi noir sur case noire d4 · Tour blanche sur case noire b2 · Roi blanc sur case noire d2 · Cavalier blanc sur case noire f2 · Cavalier blanc sur case blanche f1 | Cavalier noir sur case noire b8 · Tour noire sur case noire h8 · Fou noir sur case blanche g6 · Tour blanche sur case noire c5 · Fou blanc sur case noire b4 · Roi noir sur case noire d4 · Tour blanche sur case noire b2 · Roi blanc sur case noire d2 · Cavalier blanc sur case noire f2 · Cavalier blanc sur case blanche f1 | Cavalier noir sur case noire b8 · Tour noire sur case noire h8 · Fou noir sur case blanche g6 · Tour blanche sur case noire c5 · Fou blanc sur case noire b4 · Roi noir sur case noire d4 · Tour blanche sur case noire b2 · Roi blanc sur case noire d2 · Cavalier blanc sur case noire f2 · Cavalier blanc sur case blanche f1 | Cavalier noir sur case noire b8 · Tour noire sur case noire h8 · Fou noir sur case blanche g6 · Tour blanche sur case noire c5 · Fou blanc sur case noire b4 · Roi noir sur case noire d4 · Tour blanche sur case noire b2 · Roi blanc sur case noire d2 · Cavalier blanc sur case noire f2 · Cavalier blanc sur case blanche f1 | Cavalier noir sur case noire b8 · Tour noire sur case noire h8 · Fou noir sur case blanche g6 · Tour blanche sur case noire c5 · Fou blanc sur case noire b4 · Roi noir sur case noire d4 · Tour blanche sur case noire b2 · Roi blanc sur case noire d2 · Cavalier blanc sur case noire f2 · Cavalier blanc sur case blanche f1 | Cavalier noir sur case noire b8 · Tour noire sur case noire h8 · Fou noir sur case blanche g6 · Tour blanche sur case noire c5 · Fou blanc sur case noire b4 · Roi noir sur case noire d4 · Tour blanche sur case noire b2 · Roi blanc sur case noire d2 · Cavalier blanc sur case noire f2 · Cavalier blanc sur case blanche f1 | 7 |
| 6 | Cavalier noir sur case noire b8 · Tour noire sur case noire h8 · Fou noir sur case blanche g6 · Tour blanche sur case noire c5 · Fou blanc sur case noire b4 · Roi noir sur case noire d4 · Tour blanche sur case noire b2 · Roi blanc sur case noire d2 · Cavalier blanc sur case noire f2 · Cavalier blanc sur case blanche f1 | Cavalier noir sur case noire b8 · Tour noire sur case noire h8 · Fou noir sur case blanche g6 · Tour blanche sur case noire c5 · Fou blanc sur case noire b4 · Roi noir sur case noire d4 · Tour blanche sur case noire b2 · Roi blanc sur case noire d2 · Cavalier blanc sur case noire f2 · Cavalier blanc sur case blanche f1 | Cavalier noir sur case noire b8 · Tour noire sur case noire h8 · Fou noir sur case blanche g6 · Tour blanche sur case noire c5 · Fou blanc sur case noire b4 · Roi noir sur case noire d4 · Tour blanche sur case noire b2 · Roi blanc sur case noire d2 · Cavalier blanc sur case noire f2 · Cavalier blanc sur case blanche f1 | Cavalier noir sur case noire b8 · Tour noire sur case noire h8 · Fou noir sur case blanche g6 · Tour blanche sur case noire c5 · Fou blanc sur case noire b4 · Roi noir sur case noire d4 · Tour blanche sur case noire b2 · Roi blanc sur case noire d2 · Cavalier blanc sur case noire f2 · Cavalier blanc sur case blanche f1 | Cavalier noir sur case noire b8 · Tour noire sur case noire h8 · Fou noir sur case blanche g6 · Tour blanche sur case noire c5 · Fou blanc sur case noire b4 · Roi noir sur case noire d4 · Tour blanche sur case noire b2 · Roi blanc sur case noire d2 · Cavalier blanc sur case noire f2 · Cavalier blanc sur case blanche f1 | Cavalier noir sur case noire b8 · Tour noire sur case noire h8 · Fou noir sur case blanche g6 · Tour blanche sur case noire c5 · Fou blanc sur case noire b4 · Roi noir sur case noire d4 · Tour blanche sur case noire b2 · Roi blanc sur case noire d2 · Cavalier blanc sur case noire f2 · Cavalier blanc sur case blanche f1 | Cavalier noir sur case noire b8 · Tour noire sur case noire h8 · Fou noir sur case blanche g6 · Tour blanche sur case noire c5 · Fou blanc sur case noire b4 · Roi noir sur case noire d4 · Tour blanche sur case noire b2 · Roi blanc sur case noire d2 · Cavalier blanc sur case noire f2 · Cavalier blanc sur case blanche f1 | Cavalier noir sur case noire b8 · Tour noire sur case noire h8 · Fou noir sur case blanche g6 · Tour blanche sur case noire c5 · Fou blanc sur case noire b4 · Roi noir sur case noire d4 · Tour blanche sur case noire b2 · Roi blanc sur case noire d2 · Cavalier blanc sur case noire f2 · Cavalier blanc sur case blanche f1 | 6 |
| 5 | Cavalier noir sur case noire b8 · Tour noire sur case noire h8 · Fou noir sur case blanche g6 · Tour blanche sur case noire c5 · Fou blanc sur case noire b4 · Roi noir sur case noire d4 · Tour blanche sur case noire b2 · Roi blanc sur case noire d2 · Cavalier blanc sur case noire f2 · Cavalier blanc sur case blanche f1 | Cavalier noir sur case noire b8 · Tour noire sur case noire h8 · Fou noir sur case blanche g6 · Tour blanche sur case noire c5 · Fou blanc sur case noire b4 · Roi noir sur case noire d4 · Tour blanche sur case noire b2 · Roi blanc sur case noire d2 · Cavalier blanc sur case noire f2 · Cavalier blanc sur case blanche f1 | Cavalier noir sur case noire b8 · Tour noire sur case noire h8 · Fou noir sur case blanche g6 · Tour blanche sur case noire c5 · Fou blanc sur case noire b4 · Roi noir sur case noire d4 · Tour blanche sur case noire b2 · Roi blanc sur case noire d2 · Cavalier blanc sur case noire f2 · Cavalier blanc sur case blanche f1 | Cavalier noir sur case noire b8 · Tour noire sur case noire h8 · Fou noir sur case blanche g6 · Tour blanche sur case noire c5 · Fou blanc sur case noire b4 · Roi noir sur case noire d4 · Tour blanche sur case noire b2 · Roi blanc sur case noire d2 · Cavalier blanc sur case noire f2 · Cavalier blanc sur case blanche f1 | Cavalier noir sur case noire b8 · Tour noire sur case noire h8 · Fou noir sur case blanche g6 · Tour blanche sur case noire c5 · Fou blanc sur case noire b4 · Roi noir sur case noire d4 · Tour blanche sur case noire b2 · Roi blanc sur case noire d2 · Cavalier blanc sur case noire f2 · Cavalier blanc sur case blanche f1 | Cavalier noir sur case noire b8 · Tour noire sur case noire h8 · Fou noir sur case blanche g6 · Tour blanche sur case noire c5 · Fou blanc sur case noire b4 · Roi noir sur case noire d4 · Tour blanche sur case noire b2 · Roi blanc sur case noire d2 · Cavalier blanc sur case noire f2 · Cavalier blanc sur case blanche f1 | Cavalier noir sur case noire b8 · Tour noire sur case noire h8 · Fou noir sur case blanche g6 · Tour blanche sur case noire c5 · Fou blanc sur case noire b4 · Roi noir sur case noire d4 · Tour blanche sur case noire b2 · Roi blanc sur case noire d2 · Cavalier blanc sur case noire f2 · Cavalier blanc sur case blanche f1 | Cavalier noir sur case noire b8 · Tour noire sur case noire h8 · Fou noir sur case blanche g6 · Tour blanche sur case noire c5 · Fou blanc sur case noire b4 · Roi noir sur case noire d4 · Tour blanche sur case noire b2 · Roi blanc sur case noire d2 · Cavalier blanc sur case noire f2 · Cavalier blanc sur case blanche f1 | 5 |
| 4 | Cavalier noir sur case noire b8 · Tour noire sur case noire h8 · Fou noir sur case blanche g6 · Tour blanche sur case noire c5 · Fou blanc sur case noire b4 · Roi noir sur case noire d4 · Tour blanche sur case noire b2 · Roi blanc sur case noire d2 · Cavalier blanc sur case noire f2 · Cavalier blanc sur case blanche f1 | Cavalier noir sur case noire b8 · Tour noire sur case noire h8 · Fou noir sur case blanche g6 · Tour blanche sur case noire c5 · Fou blanc sur case noire b4 · Roi noir sur case noire d4 · Tour blanche sur case noire b2 · Roi blanc sur case noire d2 · Cavalier blanc sur case noire f2 · Cavalier blanc sur case blanche f1 | Cavalier noir sur case noire b8 · Tour noire sur case noire h8 · Fou noir sur case blanche g6 · Tour blanche sur case noire c5 · Fou blanc sur case noire b4 · Roi noir sur case noire d4 · Tour blanche sur case noire b2 · Roi blanc sur case noire d2 · Cavalier blanc sur case noire f2 · Cavalier blanc sur case blanche f1 | Cavalier noir sur case noire b8 · Tour noire sur case noire h8 · Fou noir sur case blanche g6 · Tour blanche sur case noire c5 · Fou blanc sur case noire b4 · Roi noir sur case noire d4 · Tour blanche sur case noire b2 · Roi blanc sur case noire d2 · Cavalier blanc sur case noire f2 · Cavalier blanc sur case blanche f1 | Cavalier noir sur case noire b8 · Tour noire sur case noire h8 · Fou noir sur case blanche g6 · Tour blanche sur case noire c5 · Fou blanc sur case noire b4 · Roi noir sur case noire d4 · Tour blanche sur case noire b2 · Roi blanc sur case noire d2 · Cavalier blanc sur case noire f2 · Cavalier blanc sur case blanche f1 | Cavalier noir sur case noire b8 · Tour noire sur case noire h8 · Fou noir sur case blanche g6 · Tour blanche sur case noire c5 · Fou blanc sur case noire b4 · Roi noir sur case noire d4 · Tour blanche sur case noire b2 · Roi blanc sur case noire d2 · Cavalier blanc sur case noire f2 · Cavalier blanc sur case blanche f1 | Cavalier noir sur case noire b8 · Tour noire sur case noire h8 · Fou noir sur case blanche g6 · Tour blanche sur case noire c5 · Fou blanc sur case noire b4 · Roi noir sur case noire d4 · Tour blanche sur case noire b2 · Roi blanc sur case noire d2 · Cavalier blanc sur case noire f2 · Cavalier blanc sur case blanche f1 | Cavalier noir sur case noire b8 · Tour noire sur case noire h8 · Fou noir sur case blanche g6 · Tour blanche sur case noire c5 · Fou blanc sur case noire b4 · Roi noir sur case noire d4 · Tour blanche sur case noire b2 · Roi blanc sur case noire d2 · Cavalier blanc sur case noire f2 · Cavalier blanc sur case blanche f1 | 4 |
| 3 | Cavalier noir sur case noire b8 · Tour noire sur case noire h8 · Fou noir sur case blanche g6 · Tour blanche sur case noire c5 · Fou blanc sur case noire b4 · Roi noir sur case noire d4 · Tour blanche sur case noire b2 · Roi blanc sur case noire d2 · Cavalier blanc sur case noire f2 · Cavalier blanc sur case blanche f1 | Cavalier noir sur case noire b8 · Tour noire sur case noire h8 · Fou noir sur case blanche g6 · Tour blanche sur case noire c5 · Fou blanc sur case noire b4 · Roi noir sur case noire d4 · Tour blanche sur case noire b2 · Roi blanc sur case noire d2 · Cavalier blanc sur case noire f2 · Cavalier blanc sur case blanche f1 | Cavalier noir sur case noire b8 · Tour noire sur case noire h8 · Fou noir sur case blanche g6 · Tour blanche sur case noire c5 · Fou blanc sur case noire b4 · Roi noir sur case noire d4 · Tour blanche sur case noire b2 · Roi blanc sur case noire d2 · Cavalier blanc sur case noire f2 · Cavalier blanc sur case blanche f1 | Cavalier noir sur case noire b8 · Tour noire sur case noire h8 · Fou noir sur case blanche g6 · Tour blanche sur case noire c5 · Fou blanc sur case noire b4 · Roi noir sur case noire d4 · Tour blanche sur case noire b2 · Roi blanc sur case noire d2 · Cavalier blanc sur case noire f2 · Cavalier blanc sur case blanche f1 | Cavalier noir sur case noire b8 · Tour noire sur case noire h8 · Fou noir sur case blanche g6 · Tour blanche sur case noire c5 · Fou blanc sur case noire b4 · Roi noir sur case noire d4 · Tour blanche sur case noire b2 · Roi blanc sur case noire d2 · Cavalier blanc sur case noire f2 · Cavalier blanc sur case blanche f1 | Cavalier noir sur case noire b8 · Tour noire sur case noire h8 · Fou noir sur case blanche g6 · Tour blanche sur case noire c5 · Fou blanc sur case noire b4 · Roi noir sur case noire d4 · Tour blanche sur case noire b2 · Roi blanc sur case noire d2 · Cavalier blanc sur case noire f2 · Cavalier blanc sur case blanche f1 | Cavalier noir sur case noire b8 · Tour noire sur case noire h8 · Fou noir sur case blanche g6 · Tour blanche sur case noire c5 · Fou blanc sur case noire b4 · Roi noir sur case noire d4 · Tour blanche sur case noire b2 · Roi blanc sur case noire d2 · Cavalier blanc sur case noire f2 · Cavalier blanc sur case blanche f1 | Cavalier noir sur case noire b8 · Tour noire sur case noire h8 · Fou noir sur case blanche g6 · Tour blanche sur case noire c5 · Fou blanc sur case noire b4 · Roi noir sur case noire d4 · Tour blanche sur case noire b2 · Roi blanc sur case noire d2 · Cavalier blanc sur case noire f2 · Cavalier blanc sur case blanche f1 | 3 |
| 2 | Cavalier noir sur case noire b8 · Tour noire sur case noire h8 · Fou noir sur case blanche g6 · Tour blanche sur case noire c5 · Fou blanc sur case noire b4 · Roi noir sur case noire d4 · Tour blanche sur case noire b2 · Roi blanc sur case noire d2 · Cavalier blanc sur case noire f2 · Cavalier blanc sur case blanche f1 | Cavalier noir sur case noire b8 · Tour noire sur case noire h8 · Fou noir sur case blanche g6 · Tour blanche sur case noire c5 · Fou blanc sur case noire b4 · Roi noir sur case noire d4 · Tour blanche sur case noire b2 · Roi blanc sur case noire d2 · Cavalier blanc sur case noire f2 · Cavalier blanc sur case blanche f1 | Cavalier noir sur case noire b8 · Tour noire sur case noire h8 · Fou noir sur case blanche g6 · Tour blanche sur case noire c5 · Fou blanc sur case noire b4 · Roi noir sur case noire d4 · Tour blanche sur case noire b2 · Roi blanc sur case noire d2 · Cavalier blanc sur case noire f2 · Cavalier blanc sur case blanche f1 | Cavalier noir sur case noire b8 · Tour noire sur case noire h8 · Fou noir sur case blanche g6 · Tour blanche sur case noire c5 · Fou blanc sur case noire b4 · Roi noir sur case noire d4 · Tour blanche sur case noire b2 · Roi blanc sur case noire d2 · Cavalier blanc sur case noire f2 · Cavalier blanc sur case blanche f1 | Cavalier noir sur case noire b8 · Tour noire sur case noire h8 · Fou noir sur case blanche g6 · Tour blanche sur case noire c5 · Fou blanc sur case noire b4 · Roi noir sur case noire d4 · Tour blanche sur case noire b2 · Roi blanc sur case noire d2 · Cavalier blanc sur case noire f2 · Cavalier blanc sur case blanche f1 | Cavalier noir sur case noire b8 · Tour noire sur case noire h8 · Fou noir sur case blanche g6 · Tour blanche sur case noire c5 · Fou blanc sur case noire b4 · Roi noir sur case noire d4 · Tour blanche sur case noire b2 · Roi blanc sur case noire d2 · Cavalier blanc sur case noire f2 · Cavalier blanc sur case blanche f1 | Cavalier noir sur case noire b8 · Tour noire sur case noire h8 · Fou noir sur case blanche g6 · Tour blanche sur case noire c5 · Fou blanc sur case noire b4 · Roi noir sur case noire d4 · Tour blanche sur case noire b2 · Roi blanc sur case noire d2 · Cavalier blanc sur case noire f2 · Cavalier blanc sur case blanche f1 | Cavalier noir sur case noire b8 · Tour noire sur case noire h8 · Fou noir sur case blanche g6 · Tour blanche sur case noire c5 · Fou blanc sur case noire b4 · Roi noir sur case noire d4 · Tour blanche sur case noire b2 · Roi blanc sur case noire d2 · Cavalier blanc sur case noire f2 · Cavalier blanc sur case blanche f1 | 2 |
| 1 | Cavalier noir sur case noire b8 · Tour noire sur case noire h8 · Fou noir sur case blanche g6 · Tour blanche sur case noire c5 · Fou blanc sur case noire b4 · Roi noir sur case noire d4 · Tour blanche sur case noire b2 · Roi blanc sur case noire d2 · Cavalier blanc sur case noire f2 · Cavalier blanc sur case blanche f1 | Cavalier noir sur case noire b8 · Tour noire sur case noire h8 · Fou noir sur case blanche g6 · Tour blanche sur case noire c5 · Fou blanc sur case noire b4 · Roi noir sur case noire d4 · Tour blanche sur case noire b2 · Roi blanc sur case noire d2 · Cavalier blanc sur case noire f2 · Cavalier blanc sur case blanche f1 | Cavalier noir sur case noire b8 · Tour noire sur case noire h8 · Fou noir sur case blanche g6 · Tour blanche sur case noire c5 · Fou blanc sur case noire b4 · Roi noir sur case noire d4 · Tour blanche sur case noire b2 · Roi blanc sur case noire d2 · Cavalier blanc sur case noire f2 · Cavalier blanc sur case blanche f1 | Cavalier noir sur case noire b8 · Tour noire sur case noire h8 · Fou noir sur case blanche g6 · Tour blanche sur case noire c5 · Fou blanc sur case noire b4 · Roi noir sur case noire d4 · Tour blanche sur case noire b2 · Roi blanc sur case noire d2 · Cavalier blanc sur case noire f2 · Cavalier blanc sur case blanche f1 | Cavalier noir sur case noire b8 · Tour noire sur case noire h8 · Fou noir sur case blanche g6 · Tour blanche sur case noire c5 · Fou blanc sur case noire b4 · Roi noir sur case noire d4 · Tour blanche sur case noire b2 · Roi blanc sur case noire d2 · Cavalier blanc sur case noire f2 · Cavalier blanc sur case blanche f1 | Cavalier noir sur case noire b8 · Tour noire sur case noire h8 · Fou noir sur case blanche g6 · Tour blanche sur case noire c5 · Fou blanc sur case noire b4 · Roi noir sur case noire d4 · Tour blanche sur case noire b2 · Roi blanc sur case noire d2 · Cavalier blanc sur case noire f2 · Cavalier blanc sur case blanche f1 | Cavalier noir sur case noire b8 · Tour noire sur case noire h8 · Fou noir sur case blanche g6 · Tour blanche sur case noire c5 · Fou blanc sur case noire b4 · Roi noir sur case noire d4 · Tour blanche sur case noire b2 · Roi blanc sur case noire d2 · Cavalier blanc sur case noire f2 · Cavalier blanc sur case blanche f1 | Cavalier noir sur case noire b8 · Tour noire sur case noire h8 · Fou noir sur case blanche g6 · Tour blanche sur case noire c5 · Fou blanc sur case noire b4 · Roi noir sur case noire d4 · Tour blanche sur case noire b2 · Roi blanc sur case noire d2 · Cavalier blanc sur case noire f2 · Cavalier blanc sur case blanche f1 | 1 |
|   | a | b | c | d | e | f | g | h |   |

Solution : 1. Cg3 (menace 2. Ce2#) Te8 2. Tbc2 (menace 3. T2c4#) Fxc2 3. Cfe4 (si 2...Fd3 3. Tc4+! Fxc4 4. Cf5#) = Novotny sur e4.

## Quelques thèmes célèbres
- Thème Grimshaw
- Thème indien
- Thème Novotny
- Thème Plachutta
- Thème Seeberger